# Félix Midon
Félix Midon (Félix Joseph Nicolas Midon à l'état-civil), né le 7 mai 1840 à Bonviller, dans le département de la Meurthe, France et mort le 12 avril 1893 à Marseille, est un missionnaire catholique français au Japon, vicaire apostolique et premier évêque d'Osaka.

## Biographie
Félix Midon est le fils aîné de Joseph Midon et de son épouse Marie-Madeleine, née Jalle. Devenu orphelin de mère, Félix est à sept ans confié à son oncle, l'abbé Jalle. Il étudie au petit séminaire de Pont-à-Mousson et au grand séminaire de Nancy. Il est ordonné prêtre le 21 mai 1864 et nommé vicaire de la paroisse Saint-Jacques de Lunéville, puis vicaire de la paroisse Saint-Sébastien de Nancy.    
En 1869, il entre au séminaire de la Société des missions étrangères de Paris (M.E.P.) et, l'année suivante, il part en mission au Japon, où il enseigne le français et étudie le japonais à Nagasaki. 
En 1888, il est  nommé vicaire apostolique du Japon Central à Osaka, en tant qu'évêque titulaire de Césaropolis (de) et consacré évêque le 11 juin de la même année par Pierre-Marie Osouf avec comme co-consécrateur Jules-Alphonse Cousin (ru). En 1891, il est nommé évêque d'Osaka.
De santé faible, il retourne en France, où il meurt d'une pneumonie à Marseille, le 12 avril 1893. Henri Vasselon lui succède.